# Pseudothyrsocera rectangularitervittata
Pseudothyrsocera rectangularitervittata är en kackerlacksart som först beskrevs av Brunner von Wattenwyl 1898.  Pseudothyrsocera rectangularitervittata ingår i släktet Pseudothyrsocera och familjen småkackerlackor. Inga underarter finns listade i Catalogue of Life.